# Tres Talentos
Los Tres talentos o Tres poderes (en chino, 三才; pinyin, ''sāncái'', coreano : samjae (hangul 삼재 ; japonés : 三才) también conocido como Cielo-Tierra-Hombre (en chino, 天地人; pinyin, ''tiāndìrén'', coreano : ceonjiin (hangul : 천지인 ; japonés : 天地人) son una noción de la filosofía china desarrollada por I Ching y correspondientes a las tres áreas fundamentales del conocimiento; el Cielo, la Tierra y los hombres.